# Taifa de Guadix y Baza
La taifa de Guadix y Baza era un reino medieval de taifa andalusí en la región de al-Ándalus conformada por las ciudades de Guadix (Wadi Acci), que era la capital, y de Baza. Existió desde solo 1145 hasta 1151 cuando fue conquistada por la Taifa de Murcia.

## Historia
La taifa surgió después de la dominación de los almorávides de Marruecos, en un breve período independiente de 1145 a 1151 bajo el emir Ahmed ibn Muhammed ibn Malyan al-Muta'yyad. En 1151 fue conquistada por la taifa murciana.

## Lista de emires

### Dinastía Malyanid
- Ahmed ibn Muhammed ibn Malyan al-Muta'yyad: 1145-1151